# 波特鎮區 (密歇根州密德蘭縣)
波特鎮區（英語：Porter Township）是位於美國密歇根州密德蘭縣的一個行政鎮區。

## 地方資料
波特鎮區的面積為91.60平方千米，當中陸地面積為91.10平方千米，而水域面積為0.50平方千米。根據2020年美國人口普查的數據，當地共有人口1270人，而人口密度為每平方千米13.86人。